# Hygrophila petiolata
Hygrophila petiolata är en akantusväxtart som först beskrevs av Joseph Decaisne, och fick sitt nu gällande namn av Gustav Lindau. Hygrophila petiolata ingår i släktet Hygrophila och familjen akantusväxter. Inga underarter finns listade i Catalogue of Life.